# Campeonato Sudamericano de Baloncesto Femenino Sub-17 de 2019
El Campeonato Sudamericano de baloncesto Femenino Sub-17 de 2019 correspondió a la XX edición del Campeonato Sudamericano de Baloncesto Femenino Sub-17, que es organizado por FIBA Américas. Se disputó en Barranquilla (Colombia) entre el 4 y el 9 de noviembre de 2019 y clasificó a 3 equipos al Campeonato FIBA Américas Femenino Sub-18 de 2020.

## Primera fase
Todos los horarios corresponden al huso horario local (UTC-5:00)

### Grupo A
|   | Equipo    | Pts | J | G | P | PF  | PC  | Dif  |
| - | --------- | --- | - | - | - | --- | --- | ---- |
| 1 | Brasil    | 6   | 3 | 3 | 0 | 209 | 141 | +68  |
| 2 | Ecuador   | 5   | 3 | 2 | 1 | 189 | 145 | +44  |
| 3 | Paraguay  | 4   | 3 | 1 | 2 | 167 | 170 | –3   |
| 4 | Venezuela | 3   | 3 | 0 | 3 | 107 | 217 | –109 |

| 4 de noviembre, 14:00              | Paraguay                           | 60–39                              | Venezuela |  |
| Reporte                            |                                    |                                    | |  |
| Parciales: 19–2, 7–10, 15–7, 19–20 | Parciales: 19–2, 7–10, 15–7, 19–20 | Parciales: 19–2, 7–10, 15–7, 19–20 | Coliseo Elías Chewing, Barranquilla Árbitro(s): Virginia Peruchini Mariajesús González Chaparro Gastón Rodríguez |  |
| M. Moriñigo 20                     | Pts                                | 11 F. Hernández                    | Coliseo Elías Chewing, Barranquilla Árbitro(s): Virginia Peruchini Mariajesús González Chaparro Gastón Rodríguez |  |
| A. Brítez 13                       | Rebs                               | 8 A. González                      | Coliseo Elías Chewing, Barranquilla Árbitro(s): Virginia Peruchini Mariajesús González Chaparro Gastón Rodríguez |  |
| M. Marín 5                         | Asists                             | 2 F. Hernández, E. Montero         | Coliseo Elías Chewing, Barranquilla Árbitro(s): Virginia Peruchini Mariajesús González Chaparro Gastón Rodríguez |  |

| 4 de noviembre, 18:00                | Brasil                               | 58–52                                | Ecuador                                                                                               |  |
| Reporte                              |                                      |                                      | |  |
| Parciales: 14–15, 15–13, 16–9, 13–15 | Parciales: 14–15, 15–13, 16–9, 13–15 | Parciales: 14–15, 15–13, 16–9, 13–15 | Coliseo Elías Chewing, Barranquilla Árbitro(s): Carlos Vélez Londoño Micaela Prado Carol García Ferro |  |
| A. Francisco 22                      | Pts                                  | 11 K. Benítez                        | Coliseo Elías Chewing, Barranquilla Árbitro(s): Carlos Vélez Londoño Micaela Prado Carol García Ferro |  |
| Maísa Pereira 20                     | Rebs                                 | 12 G. Zabaleta                       | Coliseo Elías Chewing, Barranquilla Árbitro(s): Carlos Vélez Londoño Micaela Prado Carol García Ferro |  |
| A. Francisco, Maísa Pereira 2        | Asists                               | 3 K. Benítez, A. Barreño             | Coliseo Elías Chewing, Barranquilla Árbitro(s): Carlos Vélez Londoño Micaela Prado Carol García Ferro |  |

| 5 de noviembre, 11:00               | Ecuador                             | 81–33                               | Venezuela |  |
| Reporte                             |                                     |                                     | |  |
| Parciales: 21–16, 19–10, 22–3, 19–4 | Parciales: 21–16, 19–10, 22–3, 19–4 | Parciales: 21–16, 19–10, 22–3, 19–4 | Coliseo Elías Chewing, Barranquilla Árbitro(s): Micaela Prado Carol García Ferro Mariajesús González Chaparro |  |
| K. Benítez 17                       | Pts                                 | 9 S. Ferrer                         | Coliseo Elías Chewing, Barranquilla Árbitro(s): Micaela Prado Carol García Ferro Mariajesús González Chaparro |  |
| S. Bacilio 14                       | Rebs                                | 17 N. Chile                         | Coliseo Elías Chewing, Barranquilla Árbitro(s): Micaela Prado Carol García Ferro Mariajesús González Chaparro |  |
| P. Vaicekauskas 4                   | Asists                              | 2 E. Montero, J. Sivira             | Coliseo Elías Chewing, Barranquilla Árbitro(s): Micaela Prado Carol García Ferro Mariajesús González Chaparro |  |

| 5 de noviembre, 15:00                 | Paraguay                              | 53–75                                 | Brasil                                                                                                   |  |
| Reporte                               |                                       |                                       | |  |
| Parciales: 14–20, 17–17, 10–22, 12–16 | Parciales: 14–20, 17–17, 10–22, 12–16 | Parciales: 14–20, 17–17, 10–22, 12–16 | Coliseo Elías Chewing, Barranquilla Árbitro(s): Virginia Peruchini Carlos Vélez Londoño Gastón Rodríguez |  |
| A. Brítez 14                          | Pts                                   | 14 Maísa Pereira                      | Coliseo Elías Chewing, Barranquilla Árbitro(s): Virginia Peruchini Carlos Vélez Londoño Gastón Rodríguez |  |
| A. Brítez 6                           | Rebs                                  | 15 A. Francisco                       | Coliseo Elías Chewing, Barranquilla Árbitro(s): Virginia Peruchini Carlos Vélez Londoño Gastón Rodríguez |  |
| D. Zalazar 4                          | Asists                                | 5 B. Biscuola                         | Coliseo Elías Chewing, Barranquilla Árbitro(s): Virginia Peruchini Carlos Vélez Londoño Gastón Rodríguez |  |

| 6 de noviembre, 11:00               | Venezuela                           | 36–76                               | Brasil |  |
| Reporte                             |                                     |                                     | |  |
| Parciales: 13–16, 4–21, 12–22, 7–17 | Parciales: 13–16, 4–21, 12–22, 7–17 | Parciales: 13–16, 4–21, 12–22, 7–17 | Coliseo Elías Chewing, Barranquilla Árbitro(s): Mariajesús González Chaparro Carol García Ferro Gastón Rodríguez |  |
| J. Sivira 13                        | Pts                                 | 17 I. Moreira                       | Coliseo Elías Chewing, Barranquilla Árbitro(s): Mariajesús González Chaparro Carol García Ferro Gastón Rodríguez |  |
| E. Montero 7                        | Rebs                                | 9 Maísa Pereira                     | Coliseo Elías Chewing, Barranquilla Árbitro(s): Mariajesús González Chaparro Carol García Ferro Gastón Rodríguez |  |
| E. Montero, J. Sivira 2             | Asists                              | 5 I. Moreira, Maísa Pereira         | Coliseo Elías Chewing, Barranquilla Árbitro(s): Mariajesús González Chaparro Carol García Ferro Gastón Rodríguez |  |

| 6 de noviembre, 15:00                | Ecuador                              | 56–54                                | Paraguay                                                                                              |  |
| Reporte                              |                                      |                                      | |  |
| Parciales: 24–13, 10–15, 12–6, 10–20 | Parciales: 24–13, 10–15, 12–6, 10–20 | Parciales: 24–13, 10–15, 12–6, 10–20 | Coliseo Elías Chewing, Barranquilla Árbitro(s): Carlos Vélez Londoño Virginia Peruchini Micaela Prado |  |
| S. Bacilio 17                        | Pts                                  | 15 M. Marín                          | Coliseo Elías Chewing, Barranquilla Árbitro(s): Carlos Vélez Londoño Virginia Peruchini Micaela Prado |  |
| G. Zabaleta 10                       | Rebs                                 | 15 M. Marín                          | Coliseo Elías Chewing, Barranquilla Árbitro(s): Carlos Vélez Londoño Virginia Peruchini Micaela Prado |  |
| K. Benítez 6                         | Asists                               | 6 D. Zalazar                         | Coliseo Elías Chewing, Barranquilla Árbitro(s): Carlos Vélez Londoño Virginia Peruchini Micaela Prado |  |

### Grupo B
|   | Equipo    | Pts | J | G | P | PF  | PC  | Dif |
| - | --------- | --- | - | - | - | --- | --- | --- |
| 1 | Colombia  | 6   | 3 | 3 | 0 | 161 | 109 | +52 |
| 2 | Argentina | 5   | 3 | 2 | 1 | 129 | 124 | +5  |
| 3 | Uruguay   | 4   | 3 | 1 | 2 | 155 | 167 | –12 |
| 4 | Chile     | 3   | 3 | 0 | 3 | 111 | 156 | –45 |

| 4 de noviembre, 16:00            | Argentina                        | 45–29                            | Chile                                                                                                   |  |
| Reporte                          |                                  |                                  | |  |
| Parciales: 8–7, 6–15, 16–4, 15–3 | Parciales: 8–7, 6–15, 16–4, 15–3 | Parciales: 8–7, 6–15, 16–4, 15–3 | Coliseo Elías Chewing, Barranquilla Árbitro(s): María Comodaro Morales Oswaldo Chirinos Mónica Mongelos |  |
| G. Toledano, M. Maza 9           | Pts                              | 8 A. Andaur                      | Coliseo Elías Chewing, Barranquilla Árbitro(s): María Comodaro Morales Oswaldo Chirinos Mónica Mongelos |  |
| G. Toledano 19                   | Rebs                             | 8 M. Lattimore, G. Ahumada       | Coliseo Elías Chewing, Barranquilla Árbitro(s): María Comodaro Morales Oswaldo Chirinos Mónica Mongelos |  |
| M. Maza, D. Saravia, N. Tondi 2  | Asists                           | 3 D. Alarcon                     | Coliseo Elías Chewing, Barranquilla Árbitro(s): María Comodaro Morales Oswaldo Chirinos Mónica Mongelos |  |

| 4 de noviembre, 20:00               | Colombia                            | 63–47                               | Uruguay |  |
| Reporte                             |                                     |                                     | |  |
| Parciales: 2–22, 30–2, 16–11, 15–12 | Parciales: 2–22, 30–2, 16–11, 15–12 | Parciales: 2–22, 30–2, 16–11, 15–12 | Coliseo Elías Chewing, Barranquilla Árbitro(s): Samanta Fiallos Peralvo Pedro Rivadeneira Loor Ámbar Ramírez Vivas |  |
| D. González 23                      | Pts                                 | 20 C. Kirshenbaum                   | Coliseo Elías Chewing, Barranquilla Árbitro(s): Samanta Fiallos Peralvo Pedro Rivadeneira Loor Ámbar Ramírez Vivas |  |
| N. Cortes 13                        | Rebs                                | 8 C. Curbelo                        | Coliseo Elías Chewing, Barranquilla Árbitro(s): Samanta Fiallos Peralvo Pedro Rivadeneira Loor Ámbar Ramírez Vivas |  |
| K. Hernández, D. González 3         | Asists                              | 2 C. Curbelo                        | Coliseo Elías Chewing, Barranquilla Árbitro(s): Samanta Fiallos Peralvo Pedro Rivadeneira Loor Ámbar Ramírez Vivas |  |

| 5 de noviembre, 13:00               | Uruguay                             | 51–54                               | Argentina |  |
| Reporte                             |                                     |                                     | |  |
| Parciales: 5–17, 21–15, 15–9, 10–13 | Parciales: 5–17, 21–15, 15–9, 10–13 | Parciales: 5–17, 21–15, 15–9, 10–13 | Coliseo Elías Chewing, Barranquilla Árbitro(s): María Comodaro Morales Samanta Fiallos Peralvo Ámbar Ramírez Vivas |  |
| M. Pereira 16                       | Pts                                 | 13 N. Tondi                         | Coliseo Elías Chewing, Barranquilla Árbitro(s): María Comodaro Morales Samanta Fiallos Peralvo Ámbar Ramírez Vivas |  |
| E. Larre 10                         | Rebs                                | 15 G. Toledano                      | Coliseo Elías Chewing, Barranquilla Árbitro(s): María Comodaro Morales Samanta Fiallos Peralvo Ámbar Ramírez Vivas |  |
| F. Niski 3                          | Asists                              | 3 F. Yaciura                        | Coliseo Elías Chewing, Barranquilla Árbitro(s): María Comodaro Morales Samanta Fiallos Peralvo Ámbar Ramírez Vivas |  |

| 5 de noviembre, 17:00             | Chile                             | 32–54                             | Colombia                                                                                                |  |
| Reporte                           |                                   |                                   | |  |
| Parciales: 12–18, 9–16, 4–13, 7–7 | Parciales: 12–18, 9–16, 4–13, 7–7 | Parciales: 12–18, 9–16, 4–13, 7–7 | Coliseo Elías Chewing, Barranquilla Árbitro(s): Pedro Rivadeneira Loor Oswaldo Chirinos Mónica Mongelos |  |
| M. Cousiño 9                      | Pts                               | 12 N. Cortes                      | Coliseo Elías Chewing, Barranquilla Árbitro(s): Pedro Rivadeneira Loor Oswaldo Chirinos Mónica Mongelos |  |
| A. Andaur, G. Ahumada 5           | Rebs                              | 13 D. González                    | Coliseo Elías Chewing, Barranquilla Árbitro(s): Pedro Rivadeneira Loor Oswaldo Chirinos Mónica Mongelos |  |
| cuatro jugadoras 1                | Asists                            | 3 K. Hernández, N. Cortes         | Coliseo Elías Chewing, Barranquilla Árbitro(s): Pedro Rivadeneira Loor Oswaldo Chirinos Mónica Mongelos |  |

| 6 de noviembre, 13:00               | Chile                               | 50–57                               | Uruguay |  |
| Reporte                             |                                     |                                     | |  |
| Parciales: 8–11, 10–11, 19–31, 13–4 | Parciales: 8–11, 10–11, 19–31, 13–4 | Parciales: 8–11, 10–11, 19–31, 13–4 | Coliseo Elías Chewing, Barranquilla Árbitro(s): María Comodaro Morales Samanta Fiallos Peralvo Mónica Mongelos |  |
| J. Campos, L. Pérez 14              | Pts                                 | 25 C. Kirshenbaum                   | Coliseo Elías Chewing, Barranquilla Árbitro(s): María Comodaro Morales Samanta Fiallos Peralvo Mónica Mongelos |  |
| A. Andaur 8                         | Rebs                                | 13 C. Kirshenbaum                   | Coliseo Elías Chewing, Barranquilla Árbitro(s): María Comodaro Morales Samanta Fiallos Peralvo Mónica Mongelos |  |
| M. Cousiño 3                        | Asists                              | 5 C. Fernández                      | Coliseo Elías Chewing, Barranquilla Árbitro(s): María Comodaro Morales Samanta Fiallos Peralvo Mónica Mongelos |  |

| 6 de noviembre, 17:00            | Colombia                         | 44–30                            | Argentina                                                                                                   |  |
| Reporte                          |                                  |                                  | |  |
| Parciales: 10–8, 21–2, 6–12, 7–8 | Parciales: 10–8, 21–2, 6–12, 7–8 | Parciales: 10–8, 21–2, 6–12, 7–8 | Coliseo Elías Chewing, Barranquilla Árbitro(s): Oswaldo Chirinos Pedro Rivadeneira Loor Ámbar Ramírez Vivas |  |
| D. González 32                   | Pts                              | 11 M. Maza, G. Toledano          | Coliseo Elías Chewing, Barranquilla Árbitro(s): Oswaldo Chirinos Pedro Rivadeneira Loor Ámbar Ramírez Vivas |  |
| D. González 11                   | Rebs                             | 11 G. Toledano                   | Coliseo Elías Chewing, Barranquilla Árbitro(s): Oswaldo Chirinos Pedro Rivadeneira Loor Ámbar Ramírez Vivas |  |
| G. Bendeck 5                     | Asists                           | 2 N. Tondi                       | Coliseo Elías Chewing, Barranquilla Árbitro(s): Oswaldo Chirinos Pedro Rivadeneira Loor Ámbar Ramírez Vivas |  |

## Fase final

### 5.º al 8.º puesto
|  | 5.º al 8.º puesto | 5.º al 8.º puesto | 5.º al 8.º puesto |         |          | Quinto puesto | Quinto puesto | Quinto puesto |  |
|  |                   |                   |                   |         |          |               |               |               |  |
|  |                   |                   |                   |         |          |               |               |               |  |
|  | Paraguay          | Paraguay          | 54                |         |          |               |               |               |  |
|  | Paraguay          | Paraguay          | 54                |         |          |               |               |               |  |
|  | Chile             | Chile             | 51                |         |          |               |               |               |  |
|  | Chile             | Chile             | 51                |         | Paraguay | Paraguay      | 49            |               |  |
|  |                   |                   |                   |         | Paraguay | Paraguay      | 49            |               |  |
|  |                   |                   | Uruguay           | Uruguay | 73       |               |               |               |  |
|  | Uruguay           | Uruguay           | Uruguay           | Uruguay | 73       | 65            |               |               |  |
|  | Uruguay           | Uruguay           |                   |         |          | 65            |               |               |  |
|  | Venezuela         | Venezuela         | 33                |         |          | Séptimo lugar | Séptimo lugar | Séptimo lugar |  |
|  | Venezuela         | Venezuela         | 33                |         |          | Séptimo lugar | Séptimo lugar | Séptimo lugar |  |
|  |                   |                   |                   |         |          |               |               |               |  |
|  |                   |                   |                   |         |          | Chile         | Chile         | 70            |  |
|  |                   |                   |                   |         |          | Chile         | Chile         | 70            |  |
|  |                   |                   |                   |         |          | Venezuela     | Venezuela     | 36            |  |
|  |                   |                   |                   |         |          | Venezuela     | Venezuela     | 36            |  |
|  |                   |                   |                   |         |          |               |               |               |  |

#### Cruces
| 8 de noviembre, 14:00                | Paraguay                             | 54–51                                | Chile                                                                                                 |  |
| Reporte                              |                                      |                                      | |  |
| Parciales: 14–13, 12–19, 12–9, 16–10 | Parciales: 14–13, 12–19, 12–9, 16–10 | Parciales: 14–13, 12–19, 12–9, 16–10 | Coliseo Elías Chewing, Barranquilla Árbitro(s): Oswaldo Chirinos Gastón Rodríguez Ámbar Ramírez Vivas |  |
| A. Brítez 15                         | Pts                                  | 20 A. Andaur                         | Coliseo Elías Chewing, Barranquilla Árbitro(s): Oswaldo Chirinos Gastón Rodríguez Ámbar Ramírez Vivas |  |
| A. Brítez 18                         | Rebs                                 | 9 R. Díaz                            | Coliseo Elías Chewing, Barranquilla Árbitro(s): Oswaldo Chirinos Gastón Rodríguez Ámbar Ramírez Vivas |  |
| D. Zalazar 4                         | Asists                               | 3 A. Andaur                          | Coliseo Elías Chewing, Barranquilla Árbitro(s): Oswaldo Chirinos Gastón Rodríguez Ámbar Ramírez Vivas |  |

| 8 de noviembre, 16:00               | Uruguay                             | 65–33                               | Venezuela                                                                                                |  |
| Reporte                             |                                     |                                     | |  |
| Parciales: 13–10, 19–8, 18–3, 15–12 | Parciales: 13–10, 19–8, 18–3, 15–12 | Parciales: 13–10, 19–8, 18–3, 15–12 | Coliseo Elías Chewing, Barranquilla Árbitro(s): Micaela Prado Samanta Fiallos Peralvo Carol García Ferro |  |
| C. Kirshenbaum 27                   | Pts                                 | 7 D. Quiróz                         | Coliseo Elías Chewing, Barranquilla Árbitro(s): Micaela Prado Samanta Fiallos Peralvo Carol García Ferro |  |
| E. Larre 9                          | Rebs                                | 17 N. Chile                         | Coliseo Elías Chewing, Barranquilla Árbitro(s): Micaela Prado Samanta Fiallos Peralvo Carol García Ferro |  |
| F. Niski, E. Larre, M. Pereira 2    | Asists                              | 3 N. Chile                          | Coliseo Elías Chewing, Barranquilla Árbitro(s): Micaela Prado Samanta Fiallos Peralvo Carol García Ferro |  |

#### Séptimo puesto
| 9 de noviembre, 14:00               | Chile                               | 70–36                               | Venezuela                                                                                           |  |
| Reporte                             |                                     |                                     | |  |
| Parciales: 14–2, 13–11, 23–18, 20–5 | Parciales: 14–2, 13–11, 23–18, 20–5 | Parciales: 14–2, 13–11, 23–18, 20–5 | Coliseo Elías Chewing, Barranquilla Árbitro(s): Mónica Mongelos Carol García Ferro Gastón Rodríguez |  |
| A. Andaur 30                        | Pts                                 | 7 S. Ferrer                         | Coliseo Elías Chewing, Barranquilla Árbitro(s): Mónica Mongelos Carol García Ferro Gastón Rodríguez |  |
| M. Lattimore 8                      | Rebs                                | 6 E. Montero                        | Coliseo Elías Chewing, Barranquilla Árbitro(s): Mónica Mongelos Carol García Ferro Gastón Rodríguez |  |
| J. Campos 6                         | Asists                              | 4 F. Hernández                      | Coliseo Elías Chewing, Barranquilla Árbitro(s): Mónica Mongelos Carol García Ferro Gastón Rodríguez |  |

#### Quinto puesto
| 9 de noviembre, 16:00               | Paraguay                            | 49–73                               | Uruguay |  |
| Reporte                             |                                     |                                     | |  |
| Parciales: 9–20, 20–15, 6–21, 14–17 | Parciales: 9–20, 20–15, 6–21, 14–17 | Parciales: 9–20, 20–15, 6–21, 14–17 | Coliseo Elías Chewing, Barranquilla Árbitro(s): Mariajesús González Chaparro Samanta Fiallos Peralvo Ámbar Ramírez Vivas |  |

### 1.º al 4.º puesto
|  | Semifinales | Semifinales | Semifinales |          |        | Final        | Final        | Final        |  |
|  |             |             |             |          |        |              |              |              |  |
|  |             |             |             |          |        |              |              |              |  |
|  | Brasil      | Brasil      | 61          |          |        |              |              |              |  |
|  | Brasil      | Brasil      | 61          |          |        |              |              |              |  |
|  | Argentina   | Argentina   | 60          |          |        |              |              |              |  |
|  | Argentina   | Argentina   | 60          |          | Brasil | Brasil       | 44           |              |  |
|  |             |             |             |          | Brasil | Brasil       | 44           |              |  |
|  |             |             | Colombia    | Colombia | 49     |              |              |              |  |
|  | Colombia    | Colombia    | Colombia    | Colombia | 49     | 58           |              |              |  |
|  | Colombia    | Colombia    |             |          |        | 58           |              |              |  |
|  | Ecuador     | Ecuador     | 51          |          |        | Tercer lugar | Tercer lugar | Tercer lugar |  |
|  | Ecuador     | Ecuador     | 51          |          |        | Tercer lugar | Tercer lugar | Tercer lugar |  |
|  |             |             |             |          |        |              |              |              |  |
|  |             |             |             |          |        | Argentina    | Argentina    | 40           |  |
|  |             |             |             |          |        | Argentina    | Argentina    | 40           |  |
|  |             |             |             |          |        | Ecuador      | Ecuador      | 33           |  |
|  |             |             |             |          |        | Ecuador      | Ecuador      | 33           |  |
|  |             |             |             |          |        |              |              |              |  |

#### Semifinales
| 8 de noviembre, 18:00                 | Brasil                                | 61–60                                 | Argentina |  |
| Reporte                               |                                       |                                       | |  |
| Parciales: 17–21, 16–11, 11–18, 17–10 | Parciales: 17–21, 16–11, 11–18, 17–10 | Parciales: 17–21, 16–11, 11–18, 17–10 | Coliseo Elías Chewing, Barranquilla Árbitro(s): Carlos Vélez Londoño Pedro Rivadeneira Loor Mariajesús González Chaparro |  |
| A. Francisco 16                       | Pts                                   | 14 F. Del Bosco                       | Coliseo Elías Chewing, Barranquilla Árbitro(s): Carlos Vélez Londoño Pedro Rivadeneira Loor Mariajesús González Chaparro |  |
| A. Francisco 10                       | Rebs                                  | 7 G. Toledano, F. Del Bosco           | Coliseo Elías Chewing, Barranquilla Árbitro(s): Carlos Vélez Londoño Pedro Rivadeneira Loor Mariajesús González Chaparro |  |
| B. Biscuola 5                         | Asists                                | 6 F. Del Bosco                        | Coliseo Elías Chewing, Barranquilla Árbitro(s): Carlos Vélez Londoño Pedro Rivadeneira Loor Mariajesús González Chaparro |  |

| 8 de noviembre, 20:00                | Colombia                             | 58–51                                | Ecuador                                                                                                   |  |
| Reporte                              |                                      |                                      | |  |
| Parciales: 10–12, 22–16, 16–8, 10–15 | Parciales: 10–12, 22–16, 16–8, 10–15 | Parciales: 10–12, 22–16, 16–8, 10–15 | Coliseo Elías Chewing, Barranquilla Árbitro(s): María Comodaro Morales Virginia Peruchini Mónica Mongelos |  |

#### Tercer puesto
| 9 de noviembre, 18:00                 | Argentina                          | 40–33                              | Ecuador |  |
| Reporte                               |                                    |                                    | |  |
| Parciales: 6–4, 12–8, 11–11, 11–10    | Parciales: 6–4, 12–8, 11–11, 11–10 | Parciales: 6–4, 12–8, 11–11, 11–10 | Coliseo Elías Chewing, Barranquilla Árbitro(s): María Comodaro Morales Carlos Vélez Londoño Oswaldo Chirinos |  |
| G. Toledano, F. Del Bosco, N. Tondi 9 | Pts                                | 11 G. Zabaleta                     | Coliseo Elías Chewing, Barranquilla Árbitro(s): María Comodaro Morales Carlos Vélez Londoño Oswaldo Chirinos |  |
| G. Toledano 10                        | Rebs                               | 11 S. Bacilio                      | Coliseo Elías Chewing, Barranquilla Árbitro(s): María Comodaro Morales Carlos Vélez Londoño Oswaldo Chirinos |  |
| N. Tondi 4                            | Asists                             | 2 K. Benítez Espinosa              | Coliseo Elías Chewing, Barranquilla Árbitro(s): María Comodaro Morales Carlos Vélez Londoño Oswaldo Chirinos |  |

#### Final
| 9 de noviembre, 20:00              | Brasil                             | 44–49                              | Colombia                                                                                                |  |
| Reporte                            |                                    |                                    | |  |
| Parciales: 8–12, 13–13, 15–6, 8–18 | Parciales: 8–12, 13–13, 15–6, 8–18 | Parciales: 8–12, 13–13, 15–6, 8–18 | Coliseo Elías Chewing, Barranquilla Árbitro(s): Virginia Peruchini Micaela Prado Pedro Rivadeneira Loor |  |

## Posiciones finales
| Rank              | Equipo    | Récord |
| ----------------- | --------- | ------ |
| Medalla de oro    | Colombia  | 5-0    |
| Medalla de plata  | Brasil    | 4-1    |
| Medalla de bronce | Argentina | 3-2    |
| 4                 | Ecuador   | 2-3    |
| 5                 | Uruguay   | 3-2    |
| 6                 | Paraguay  | 2-3    |
| 7                 | Chile     | 1-4    |
| 8                 | Venezuela | 0-5    |

Fuente: FIBA Américas
|  | Clasificados al Campeonato FIBA Américas Femenino Sub-18 de 2020. |